# Faro (district)
District Faro (IPA: [ˈfaɾu]) is een district van Portugal. Met een oppervlakte van 4960 km² is het op negen na grootste district. Faro grenst in het noorden aan Beja, in het westen en zuiden aan de Atlantische oceaan en in het oosten aan Spanje. Het inwoneraantal is 467.495 (2021). Hoofdstad is de gelijknamige stad Faro. Een groot deel van de Algarve valt onder dit district.
Het district is onderverdeeld in 16 gemeenten:
- Albufeira
- Alcoutim
- Aljezur
- Castro Marim
- Faro
- Lagoa
- Lagos
- Loulé
- Monchique
- Olhão
- Portimão
- São Brás de Alportel
- Silves
- Tavira
- Vila do Bispo
- Vila Real de Santo António

## Demografische ontwikkeling
Aveiro · Beja · Braga · Bragança · Castelo Branco · Coimbra · Évora · Faro · Guarda · Leiria · Lissabon · Portalegre · Porto · Santarém · Setúbal · Viana do Castelo · Vila Real · Viseu

Autonome regio's van Portugal: Azoren · Madeira